# Montana Jordan
Montana Jordan (Longview (Texas), 8 maart 2003) is een Amerikaans acteur. Hij is vooral bekend van zijn rol als Georgie Cooper in de Amerikaanse komedieserie Young Sheldon.
Jordan groeide op in Ore City (Texas). In oktober 2015 werd hij geselecteerd uit 10.000 kandidaten voor de rol van Jaden in de door Jody Hill geregisseerde film The Legacy of a Whitetail Deer Hunter, waarin Josh Brolin zijn vader speelt.  De film werd uitgebracht in maart 2018.
In maart 2017 werd Jordan gecast als de oudere broer van Sheldon Cooper, George "Georgie" Cooper jr. in The Big Bang Theory-spin-off Young Sheldon. Hij werd voor deze rol genomineerd in de categorie Best Performance in a TV Series - Supporting Teen Actor bij de 39ste Young Artist Awards, maar die prijs ging naar Dylan Duff van Teens 101.

## Filmografie

### Film
| Jaar | Titel                                 | Rol            | Opmerkingen |
| ---- | ------------------------------------- | -------------- | ----------- |
| 2018 | The Legacy of a Whitetail Deer Hunter | Jaden Ferguson |             |

### Televisie
| Jaar      | Titel               | Rol                         | Opmerkingen                        |
| --------- | ------------------- | --------------------------- | ---------------------------------- |
| 2017-2024 | Young Sheldon       | George "Georgie" Cooper jr. | Hoofdrol                           |
| 2018      | The Big Bang Theory | George "Georgie" Cooper jr. | Aflevering: "The VCR Illumination" |